# محمود ياسين (كاتب وروائي)
محمود ياسين كاتب صحفي وروائي يمني وناشط حقوقي من مواليد مدينة إب وسط اليمن عرفه القراء لأول مرة في كتاباته عن مدن يمنية زارها في سلسلة مقالات تحت عنوان مدن لا يعرفها العابرون جمعت فيما بعد في كتاب بنفس الاسم. كما عرف عن الناشط محمود ياسين تنظيمه لحملات تضامنية مع عدد من المعتقلين السياسيين الذين أعتقلتهم مليشيا الحوثي بعد انقلابها على الرئيس عبدربه منصور هادي و أعتقل في مدينة إب عندما كان ينظم لتسيير قافلة من صهاريج المياه مع عدد من الناشطين إلى مدينة تعز المحاصرة من الحوثيين عرفت باسم مسيرة الماء.

## أبرزالأعمال
- رئيس تحرير مجلة صيف الأدبية الفصلية
- مدن لا يعرفها العابرون
- تبادل الهزء بين رجل و ماضيه -رواية - [2]
- العديد من المقالات المنشورة في صحف الشارع والأولى والمصدر